# Nazionale femminile di calcio del Guatemala
La nazionale di calcio femminile del Guatemala è la selezione maggiore femminile di calcio che rappresenta il Guatemala nelle competizioni internazionali, gestita dalla locale federazione calcistica (FENAFUTG).
In base alla classifica emessa dalla FIFA il 15 marzo 2024, la nazionale femminile occupa l'80º posto del FIFA/Coca-Cola Women's World Ranking.
Come membro della CONCACAF e della UNCAF, partecipa a vari tornei internazionali di calcio, come il Campionato mondiale FIFA, la CONCACAF Women's Championship, i Giochi olimpici estivi e i tornei a invito.

## Storia
Sebbene le prime partite di calcio femminile vennero giocate in Guatemala già all'inizio degli anni cinquanta del XX secolo, le prime partite ufficiali internazionali vennero disputate in occasione delle qualificazioni alla CONCACAF Women's Championship 1998. Nella fase finale, valevole come torneo di qualificazione al campionato mondiale, la nazionale guatemalteca superò la fase a gironi come seconda classificata del gruppo A alle spalle del Canada. Dopo aver perso la semifinale contro il Messico, perse anche la finale per il terzo posto contro la Costa Rica. Nel 1999 il Guatemala vinse la prima edizione della coppa femminile riservata alle federazioni affiliate alla UNCAF, battendo in finale la Costa Rica davanti a un pubblico di 12 000 spettatori allo stadio Doroteo Guamuch Flores della capitale guatemalteca. Questo successo consentì la partecipazione alla CONCACAF Women's Gold Cup 2000, che venne conclusa al termine della fase a gironi dopo tre sconfitte.
Il Guatemala tornò a disputare la fase finale della massima competizione CONCACAF nel 2010 e nel 2014, venendo in entrambe le occasioni eliminato al termine delle fasi a gironi, perdendo tutte le partite.

## Partecipazioni ai tornei internazionali
Legenda: Grassetto: Risultato migliore, Corsivo: Mancate partecipazioni